# María de Windisch-Graetz
María de Windisch-Graetz (Viena, 11 de diciembre de 1856 - Palacio de Ludwigslust, 9 de agosto de 1929) fue una hija del príncipe Hugo de Windisch-Grätz y de la duquesa Luisa de Mecklemburgo-Schwerin, hija mayor del gran duque Pablo Federico y de la princesa Alejandrina de Prusia.

## Primeros años
Después de la temprana muerte de su madre, cuando María tenía tres años, ella y sus hermanas crecieron temporalmente en la corte de su tío, el gran duque Federico Francisco II, en Schwerin y Ludwigslust. Se desconocen los detalles de su vida y educación temprana.

## Matrimonio
En Schwerin el 5 de mayo de 1881, la princesa María contrajo matrimonio con su primo hermano, el duque Pablo Federico de Mecklemburgo, alemán de nacimiento, segundo hijo del gran duque Federico Francisco II de Mecklemburgo, y su esposa la princesa Augusta de Reuss-Köstritz. La pareja vivía en el Palacio Ludwigslust y tuvo cinco hijos, dos de los cuales murieron a una edad temprana. La familia viajó mucho, dando a luz a su hija María Antonieta y su hijo Enrique Borwin en Venecia y otro de sus hijos en Argelia. Sus hijos fueron educados en la fe católica, la religión de María, y vivió un vida tranquila en Venecia, donde trabaron amistad con el Cardenal Sarto (más tarde Papa Pío X), quien a menudo visitó la familia y actuó como su consejero espiritual. María, como sus hijos Pablo Federico y Enrique Borwin, era una lectora entusiasta de los libros de Karl May. Visitó a May con ellos una vez en Radebeul.
El 21 de abril de 1884 el duque Pablo Federico difirió sus propios derechos sucesorios y los de sus hijos sobre Mecklemburgo-Schwerin en favor de sus hermanos menores y sus respectivos hijos, de tal manera que tomarían precedencia sobre él y sus hijos.
En 1887 su marido, criado en el luteranismo, se convirtió al catolicismo, la religión de su esposa y sus hijos en común.
La duquesa María fue considerada una derrochadora y los problemas financieros de la pareja ducal pronto surgieron que llevaron al gran duque Federico Francisco IV a incapacitarlos a principios de marzo de 1906 y colocarlos bajo el fideicomisario del obispo Christian von Stenglin.
María, cuyo padre murió en 1904, se mudó con su familia a sus propiedades en Carniola y vivió en el Castillo de Wagensberg (Bogenšperk) cerca de Litija. Sin embargo, con el estallido de la Primera Guerra Mundial, María y su familia tuvieron que abandonar Krain. Vivió en Berlín y Mecklenburgo durante la guerra. Tras el final de la guerra, regresó al castillo de Wagensberg, que ahora formaba parte del Reino de los serbios, croatas y eslovenos. Murió mientras se encontraba en Ludwigslust y fue enterrada en el Mausoleo Luisa, junto a su marido, a quién habría sobrevivido seis años.

## Labor como arqueóloga
En el castillo de Wagensberg, el interés de María por la prehistoria de Krain se desarrolló, posiblemente incluso antes en la prehistoria. A la edad de 49 años, comenzó a excavar en las cercanías de su castillo. Al hacerlo, promovió varios testimonios, especialmente de la Edad del Hierro, especialmente el período Hallstatt. Ella procedió con rigor científico, lo que la distingue de las muchas otras cabañas de tesoros nobles de la época. María fue la primera mujer en realizar excavaciones programadas y organizadas en la región. Los sitios de excavación incluyen varios sitios que todavía son importantes hoy, como Stična, Magdalenska Gora, Vinica carniola y eslovena y Hallstatt (1907). En 1906 entró en una asociación secreta de excavación con Alfred Götze y Friedrich Rathgen, lo que le permitió a Alfred Götze excavar un túmulo en Stična para el departamento de prehistoria del Museo Etnológico de Berlín y al mismo tiempo instruir a María sobre sus propias excavaciones.
María no solo dirigió las excavaciones, sino que también participó activamente en las excavaciones, como muestran las fotografías. La excavación de Hallstatt de 1907 fue apoyada y cofinanciada por el emperador Francisco José I. Cuando se acabaron sus propios fondos, hizo a su primo Kaiser Guillermo II un regalo espectacular en 1913: el peto de Stična, el hallazgo más valioso hasta la fecha. El regalo no dejó de surtir efecto. El emperador hizo que Carl Schuchhardt examinara el pectoral, quien lo declaró único, y la duquesa pagó una subvención de excavación de 100.000 Reichsmarks. Con este generoso apoyo pudo continuar su trabajo de excavación hasta el estallido de la Primera Guerra Mundial. Solo en Magdalenska Gora, excavó diez túmulos con un total de 355 tumbas.
Se han documentado sus excavaciones. Desde un punto de vista moderno, sus documentaciones pueden considerarse buenas para la época y han ido mejorando con el tiempo. La mayoría de los registros se perdieron a raíz de las guerras mundiales. Estaba familiarizada con los métodos y hallazgos modernos, como los del hallazgo cerrado. Como regla general, los hallazgos funerarios se recuperaron cerrados, descritos con precisión y almacenados.
Según los diarios de excavación, la rutina diaria estaba estrictamente definida. Cada dos días, María trabajaba en el lugar desde las 9 a. m. hasta el atardecer. La asistió un secretario, Gustav Goldberg, que se encargó del trabajo escrito y que instruyó entre diez y 90 trabajadores. En años posteriores contrató a dibujantes y fotógrafos profesionales. Mantuvo correspondencia con los grandes arqueológicos de su tiempo, como Oscar Montelius y Joseph Déchelette. Ambos visitaron las excavaciones en Stična en octubre de 1913. Sus informes y artículos en revistas especializadas trajeron el tan esperado reconocimiento profesional por el trabajo de Marie. Montelius pudo presentar al emperador en Bonn otra caja con hallazgos como hebillas de cinturón. Como resultado, recibió otro cheque imperial en marzo de 1914.
Su última campaña de excavación comenzó en Stična el 28 de julio de 1914. Después de una semana tuvo que detenerse debido al estallido de la Primera Guerra Mundial. Al parecer, esto significó el final de sus excavaciones. Dado que gran parte de la finca no se ha conservado, no se sabe si posteriormente participó activamente en la investigación arqueológica.
En sus nueve años de excavación, había sacado a la luz más de 20.000 objetos de más de 1.000 tumbas en 21 sitios de excavación.

## Colección
La colección de María, que llenaba 72 cajas grandes, había sido confiscada como resultado de la Primera Guerra Mundial y llevada al Museo Nacional (Narodni muzej Slovenije) en Ljubljana. En la década de 1920, María intentó obtener una devolución solicitando al rey Alejandro I de Yugoslavia.
Inmediatamente después de la muerte de María en julio de 1929, su hija y heredera María Antonieta logró que el rey Alejandro, que gobernaba bajo una dictadura real en ese momento, lo devolviera. El Museo Nacional mantuvo una sección representativa. En 1932, María Antonieta entregó la colección a la casa de subastas de la American Art Association, Anderson Galleries, Inc. en la ciudad de Nueva York para la venta. La casa de subastas organizó una catalogación detallada por parte de un equipo de destacados prehistoriadores europeos bajo la dirección de Adolf Mahr. El catálogo, que consta de 131 páginas, se publicó en 1934. En la subasta del 1 de diciembre de 1934, sin embargo, no había ningún comprador para el artículo de colección, que era inusual en ese momento, que estuviera dispuesto y pudiese recaudar los 250 000 dólares exigidos por María Antonieta. Hugh Hencken, director del Museo Peabody de Arqueología y Etnología de la Universidad de Harvard, pudo adquirir la parte de la colección Magdalenska Gora y el Museo Ashmolean de Oxford. El resto fue inicialmente almacenado por Anderson. Después de que las Anderson Galleries quebraran cinco años después, Hencken logró adquirir el resto para el Museo Peabody. Fueron investigados y catalogados allí y fueron objeto de una exposición especial por última vez en 2006.
Las piezas que ella y Görtz habían traído a Berlín se exhibieron por primera vez en el Palacio de Berlín y desde 1920 en adelante en el Museo Etnográfico. Llegaron después de 1945 como arte saqueado a Leningrado y de allí en 1977 a Leipzig. Solo después de la reunificación regresaron al recientemente diseñado Museo de Prehistoria e Historia Antigua de Berlín.

## Hijos
- Duque Pablo Federico de Mecklemburgo (1882-1904)
- Duquesa María Luisa de Mecklemburgo (1883-1883)
- Duquesa María Antonieta de Mecklemburgo (1884-1944)
- Duque Enrique Borwin de Mecklemburgo (1885-1942), casó en primeras nupcias con Elizabeth Tibbits Pratt, en segundas con Natália Oelrichs y en terceras nupcias con Carola von Chamisso.
- Duque José Mecklemburgo (1889-1889)

## Órdenes
- Dama gran cruz con corona de gemas de la Orden de la Corona Wéndica (en diamantes).[6] (Gran ducado de Mecklemburgo-Schwerin)
- Condecorada con la decoración para damas de la Orden de la Corona Wéndica (en diamantes).[7] (Gran ducado de Mecklemburgo-Scwerin)